# Johnny English
Johnny English (2003) este un film parodie după agentul secret James Bond, cu Rowan Atkinson în rolul spionului britanic incompetent, și cu John Malkovich, Natalie Imbruglia și Ben Miller. Filmul oferă urmăriri de mașini unice.
Scenariul a fost scris de Neal Purvis și Robert Wade, cu William Davies și Ben Elton, iar regizorul a fost Peter Howitt.
Personajul Johnny English însuși este bazat pe un altul similar, numit Philip Latham și jucat de Atkinson într-o serie de reclame britanice pentru Barclaycard.